# كريستيان ستيفنسون
كريستيان ستيفنسون (بالإنجليزية: Christian Stephenson)‏ هو منافس ألعاب قوى بريطاني، ولد في 22 يوليو 1974.

## وصلات خارجية
- كريستيان ستيفنسون على موقع الاتحاد الدولي لألعاب القوى (الإنجليزية)
- كريستيان ستيفنسون على موقع أوليمبيديا (الإنجليزية)